# Bibliotheca Teubneriana

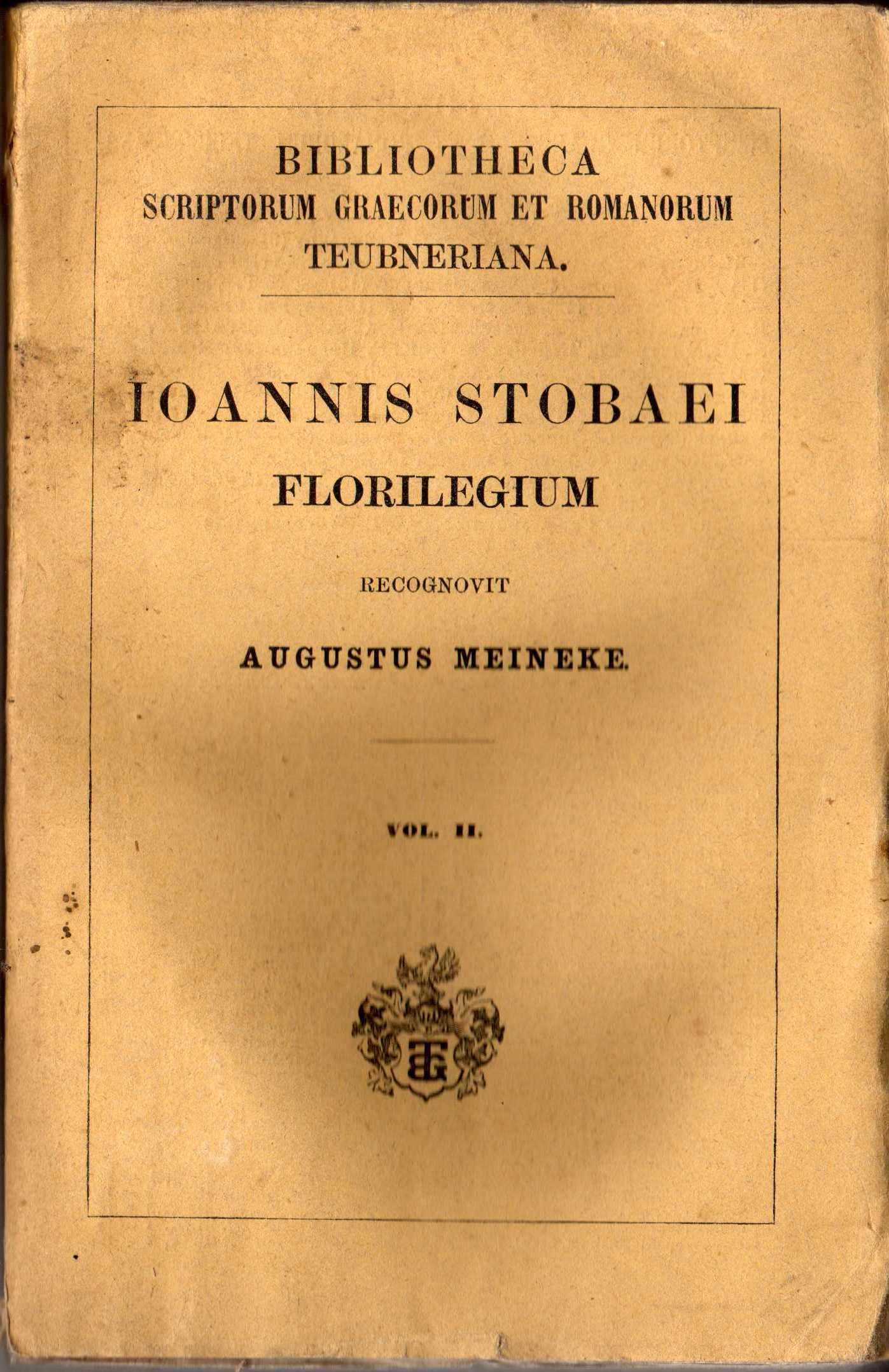
Stobaeus

Die Bibliotheca Teubneriana, mit vollem Titel: Bibliotheca scriptorum Graecorum et Romanorum Teubneriana (lateinisch für „Teubners Bibliothek griechischer und lateinischer Schriftsteller“) ist eine 1849 begründete Reihe wissenschaftlicher Editionen der Autoren der klassischen Antike, oft BT abgekürzt. 
Als Teubneriana bezeichnet man meistens eine einzelne Textausgabe (vollständig: editio Teubneriana), seltener auch die ganze Sammlung; ebenso verfährt man mit dem Begriff Oxoniensis in Bezug auf die konkurrierende Reihe der Scriptorum Classicorum Bibliotheca Oxoniensis, besser bekannt als Oxford Classical Texts.
Weitere Reihen von Ausgaben antiker Texte sind: die Loeb Classical Library, die Collection Budé und die Sammlung Tusculum.

## Geschichte
Im 19. Jahrhundert bestand eine große Kluft zwischen den teuren wissenschaftlichen Ausgaben antiker Autoren, welche nur von Bibliotheken und reichen Privatgelehrten erworben werden konnten, und den einfachen, oft schlecht und fehlerreich gedruckten Ausgaben für den Gebrauch von Schülern und Studenten, auf die letztere wegen der großen Bedeutung des Lateinischen und teilweise auch Griechischen an Gymnasien und Universitäten dennoch angewiesen waren. Diese Kluft versuchte der Leipziger Verleger Tauchnitz mit seinen preiswerten Textausgaben zu überbrücken. Ihm tat es Benedictus Gotthelf Teubner nach, ursprünglich Angestellter bei Tauchnitz, der 1811 in Leipzig seinen eigenen Verlag, B.G. Teubner, gründete, in dem ab 1849 die Bibliotheca scriptorum Graecorum et Romanorum Teubneriana erschien.
Teubner gelang es, in wenigen Jahren eine relativ vollständige Reihe der wichtigsten antiken Autoren in zuverlässigen Ausgaben aufzubauen. Unter ihm und seinen Nachfolgern wurde die Bibliotheca Teubneriana zu einer international beachteten Institution. In ihr erschienen einerseits von den bedeutendsten Altphilologen bearbeitete mustergültige kritische Ausgaben (die sog. editiones maiores) und andererseits preiswerte Stereotypie-Ausgaben mit demselben Text, nur ohne kritischen Apparat (die sog. editiones minores) für den Gebrauch von Schülern und Studenten.
Nach dem Zweiten Weltkrieg teilte sich der Teubner-Verlag wie viele andere in eine Ost- und eine West-Firma, die beide auch ihre altphilologische Tradition fortführten, so dass es fortan bis zur Wiedervereinigung beider Verlage im Zuge der deutschen Wiedervereinigung ab 1989 auch zwei Bibliothecae Teubnerianae gab. Mit dem Wegfall der großen Bedeutung der alten Sprachen für die Lehrpläne nahm der Bedarf an Textausgaben für Schüler und Studenten ab, so dass die Reihe nunmehr v. a. kritische wissenschaftliche Ausgaben umfasste. Seit 1999 erscheint die Bibliotheca Teubneriana im Verlag K. G. Saur, mitsamt dem sie wiederum (nach einer vorübergehenden Übernahme durch The Thomson Corporation 2005) seit August 2006 zum Verlag Walter de Gruyter gehört.